# Téti
Téti est le premier roi et le fondateur de la VIe dynastie égyptienne. Il s'est fait construire une pyramide à Saqqarah, près de celle de Menkaouhor. Il succède à Ounas et meurt assassiné, remplacé sur le trône par le mystérieux Ouserkarê. On situe son règne aux alentours de 2323 / 2321 à 2291 av. J.-C..

## Généalogie
Téti n'est, en l'état actuel des connaissances, pas d'origine royale. Sa mère était la reine Sechséchet Ire. Le nom de son père est inconnu, Jean Yoyotte et Jean Vercoutter avaient proposé Shepespouptah, hypothétique fils d'Ounas, dernier roi de la Ve dynastie, mais rien ne vient confirmer une telle supposition.
Pour justifier la montée sur le trône de Téti, d'autres chercheurs avaient proposé que l'une des épouses de Téti, la reine Ipout Ire, soit la fille d'Ounas, on faisait donc de Téti le gendre de ce roi. Cette hypothèse, fondée sur des interprétations des titres de la reine, est rejetée par d'autres chercheurs, dont Munro, Dobrev, Baud, Mertz, Pirenne et Robin.
Il a eu plusieurs épouses, au moins trois : les reines Ipout Ire, Khouit II et Khentkaous IV.
Il a plusieurs enfants : on peut lui attribuer trois fils et sans doute neuf filles. Deux fils sont attestés, un troisième est très probable, et peut-être un quatrième :
- Pépi Ier, son deuxième successeur, fils de la reine Ipout Ire ;
- Tétiânkhkem, « fils aîné du roi », fils de la reine Khouit II, dont le mastaba se trouve à l'est du complexe funéraire de la reine Ipout Ire[3] ;
- Nebkaouhor, surnommé Idou, « fils aîné du roi de sa chair », enterré dans le mastaba du vizir Akhethétep Hemi, situé dans le cimetière du roi Ounas. Il est vraisemblablement un fils de Téti, né de la reine Ipout Ire et inhumé dans le tombeau d'un vizir disgracié, dans le complexe funéraire de son grand-père maternel[4] ;
- Ouserkarê, son successeur immédiat. Roi éphémère, il n'a pas subi de Damnatio memoriae, ce qui indiquerait qu'il était le successeur légitime de Téti, et donc son fils. Si tel est le cas, alors sa mère était peut-être la reine Khouit II.

Naguib Kanawati attribue neuf filles au roi, nées de trois lignées maternelles différentes au minimum. En effet deux d'entre elles sont appelées « fille aînée du roi de sa chair ». Elles portent toutes le nom de Sechséchet, qui était celui de la mère du roi. Il est possible qu'il y en ait eu une dixième, née d'une quatrième lignée maternelle :
- Sechséchet II, surnommée Ouatetkhéthor, qui épouse Mérérouka, le vizir et chef des prêtres de la pyramide de Téti. Elle est appelée « fille aînée du roi de sa chair » et possède une chapelle dans le mastaba de son époux. Elle était peut-être la fille aînée de la reine Ipout Ire[5] ;
- Sechséchet III, surnommée Shechit, « fille aînée du roi de sa chair », et femme du superintendant Néfersechemptah, et représentée dans le mastaba de son époux. Comme elle est fille aînée du roi, elle n'a pas la même mère que Ouatetkhethor, et est peut-être la fille aînée de la reine Khouit[6] ;
- Sechséchet surnommée Noubkhetnebty, « fille du roi de sa chair », mariée au vizir Kagemni, et représentée dans le mastaba de son époux. Elle est peut-être aussi née de la reine Ipout Ire[7] ;
- Sechséchet surnommée Shechti, « fille du roi de sa chair », mariée au gardien des couronnes Chepsipouptah, et représentée dans la tombe de son époux[6] ;
- Sechséchet, surnommée Sathor, épouse de Isi, gouverneur de la province d'Edfou. Elle serait également née de la reine Ipout Ire[8] ;
- Sechséchet surnommée Idout, « fille du roi de sa chair », morte jeune et inhumée dans le mastaba du vizir Ihy, situé dans le cimetière du roi Ounas. Cette fille royale est certainement une fille de Téti, née sans doute de la reine Ipout Ire et inhumée dans  le complexe funéraire de son grand-père maternel[5] ;
- Sechséchet surnommée Mérout, titrée « fille aînée du roi » -sans la précision « de sa chair »- née donc d'une troisième lignée maternelle, mariée à Ptahemhat[9] ;
- Sechséchet, mariée à Remni, « ami unique » et superintendant des gardes du palais[10] ;
- Sechséchet, mariée à Pépyânkh l'Ancien de Meir[11].

Une reine anonyme, dite de la pyramide de l'ouest dans le complexe funéraire de Pépi Ier, est qualifiée de « fille aînée du roi » et de « épouse royale de Merirê Mennéfer » (nom de la pyramide de Pépi Ier). Elle est donc une épouse de Pépi Ier, et sans doute sa sœur ou sa demi-sœur. Comme elle est aussi qualifiée de « fille aînée du roi », il s'agit alors d'une quatrième lignée maternelle. Téti a donc eu quatre reines au moins.

## Longueur du règne
Il existe une grande incertitude quant à la durée exacte du règne de Téti. Sur le canon royal de Turin du Nouvel Empire, le nombre d'années de son règne n'est pas conservée. Le prêtre égyptien Manéthon, qui a vécu au IIIe siècle avant notre ère, donne trente ans (ou dans la version d'Ératosthène, trente-trois ans).
Les dates contemporaines apportent peu de clarté, car il ne reste que très peu de dates qui peuvent être clairement attribuées au règne de Téti. La date la plus élevée qui puisse être attribuée avec certitude est « l'année après le sixième recensement ». Il s'agit du recensement national du bétail à des fins de collecte de l'impôt. Selon Michel Baud, un « onzième recensement » dans la tombe de Nikaou-Isési pourrait également être attribuée à Téti, bien qu'aucun nom de roi ne soit mentionné non plus. Certains problèmes sont dus au fait que ces recensements avaient initialement lieu tous les deux ans (c'est-à-dire qu'une « année du dixième recensement » était suivie d'une « année après le dixième recensement »), mais plus tard, ils pouvaient également avoir lieu annuellement (une « année du dixième recensement » était suivie d'une « année du onzième recensement »). Étant donné qu'en dehors des deux dates mentionnées ci-dessus, seules quelques mentions de l'année du premier recensement et de l'année après ce premier recensement ont survécu dans les papyrus d'Abousir, aucune déclaration fiable ne peut être faite quant à la régularité du recensement annuel sous le règne de Téti.
Il en résulte une durée minimale de règne de treize ans et une durée maximale de vingt-deux ou vingt-trois ans, ce qui se traduit également par des points de vue très différents selon les chercheurs : alors que Thomas Schneider lui accorde dix-huit ans de règne, pour Jürgen von Beckerath, c'est plutôt dix ans.

## Règne
Les sources permettant de décrire le règne de Téti sont peu nombreuses. La capitale est à Memphis. Seule une inscription des carrières d’Hatnoub (Moyenne-Égypte) et des fragments des annales de Saqqarah-sud permettent d’avoir des informations. L’inscription de la carrière d’Hatnoub signale que le roi effectua une expédition dans ce lieu pour obtenir de la calcite. Cette roche (parfois appelée à tort albâtre) permettait de confectionner des objets de luxe et du mobilier funéraire. Téti offrit des objets en calcite au roi de Byblos. Un sistre portant les titres du roi fut retrouvé à Dendérah. Cet objet en calcite est aujourd'hui exposé au Metropolitan Museum of Art de New York. Un obélisque brisé au nom de Téti a été découvert à Héliopolis.
Son nom d'Horus Celui qui pacifie les Deux Terres pourrait être une indication qu'il a réussi à pacifier le royaume avant ou au début de son règne. Pour autant, les troubles ne sont pas terminés. En effet, Téti aurait été assassiné par ses propres gardes du corps, selon Manéthon,. Naguib Kanawati a soutenu la thèse de Manéthon, en faisant remarquer par exemple que le règne de Téti a vu une augmentation importante du nombre de gardes à la cour égyptienne, ceux-ci devenant responsables des soins quotidiens du roi. La tentative de damnatio memoriae visait en particulier trois hommes, le vizir Héri, le responsable des armes Méréri et le médecin en chef Seânkhuuiptah, qui pourraient donc être derrière le meurtre.
Toujours est-il que le mystérieux Ouserkarê lui succède. Ses relations avec la famille royales sont inconnues. Peu de temps après, Pépi Ier, fils de Téti, succède à Ouserkarê. Mais les troubles ne sont toujours pas fini. En effet, Pépi Ier fera l'objet également d'une tentative d'assassinat, qui échouera cette fois. Ces troubles annoncent déjà le déclin de l'Ancien Empire, qui s'effondrera après le règne de Pépi II, arrière-petit-fils de Téti.

## Représentations
La seule sculpture connue de Téti est une statue debout trouvée par James Edward Quibell lors de la campagne de fouilles de 1906/07 à Saqqarah, un peu à l'est de la pyramide de Téti, dans le remplissage d'un puits funéraire. Il se trouve actuellement au Musée égyptien du Caire (Inv.-No. JE 39103). La statue est faite de granit rouge et a une hauteur préservée de 74 cm. Les jambes sous les genoux ne sont pas conservées. La statue a un pilier arrière et montre le roi en position debout, la jambe gauche en avant. Il a les bras près du corps et serre les poings. Le roi porte un tablier et sur sa tête la couronne blanche de Haute-Égypte. Les paupières et les sourcils sont sculptés. Une barbe ne semble pas avoir été présente. Une inscription, qui attribuerait clairement la statue à Téti, n'est pas conservée. Quibell y voit donc un possible portrait de Mérikarê de la Première Période intermédiaire. L'attribution à Téti a été faite par William Stevenson Smith sur la base de deux critères : l'un d'eux était l'emplacement de la découverte, qui est très proche de la pyramide de Téti. D'autre part, la qualité du travail lui semblait nettement supérieure à celle des statues comparables de la Première Période intermédiaire,,.

## Sépulture

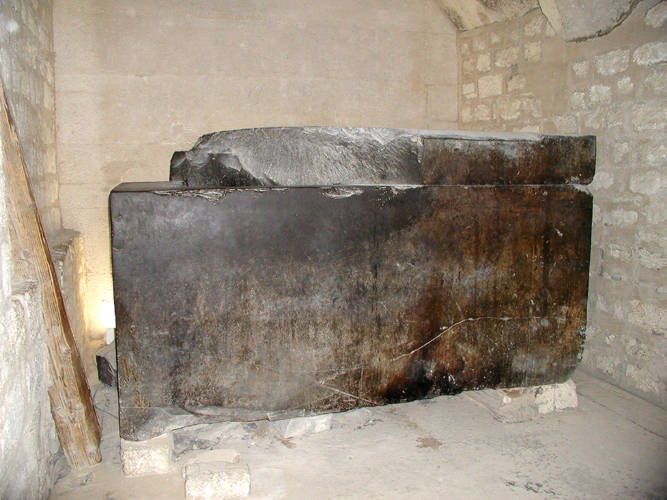
Sarcophage de Téti

Téti a édifié sa pyramide, nommée Djedsout Téti (Les places de Téti sont stables), au Nord-Est du complexe funéraire de Djéser, juste à côté de celle de Menkaouhor, à Saqqarah. La pyramide de Téti est donc le deuxième monument royal à contenir le corpus théologique complexe, appelé communément textes des pyramides, destiné à aider et à accompagner la renaissance du roi devenu un dieu. La pyramide de Téti est très ruinée aujourd'hui mais a fait l'objet de travaux de restaurations et est actuellement la seule pyramide qui se visite dans la nécropole de Saqqarah.

### Complexe funéraire

Plan du temple funéraire

Le complexe funéraire de Téti était composé, en plus de la pyramide, d'un temple de la vallée, d'un temple funéraire et d'une chaussée couverte les reliant. Le temple de la vallée a depuis disparu, probablement détruit dès la Basse époque, un temple consacré à Anubis s'y étant édifié. En soi, le plan du temple de Téti est également comparable sur beaucoup de points à celui d'Ounas. Une différence notable est le fait que la chaussée n'arrive pas au centre de la façade est du temple, position standard de l'entrée du temple, mais à l'extrémité sud de cette façade. Ceci est dû au fait que la pyramide de Menkaouhor, construite juste en avant de celle de Téti, gênait le tracé de la chaussée.
On accède donc au temple par le biais d'un premier vestibule d'un développement nord-sud en façade et rejoignant l'axe est-ouest du monument. Suivait dans cet axe principal un second vestibule dont l'épaisseur des murs suggère une couverture voûtée. Ce vestibule ouvrait sur une cour à ciel ouvert bordée sur ses quatre côtés de colonnades et dont l'objet principal était la présentation des offrandes et les libations rituelles qui avaient lieu quotidiennement au temple. Son unique issue se trouve centrée à l'ouest et donne accès à la partie intime, le sanctuaire. Incluse dans le péribole de la pyramide royale, cette partie sacrée était réservée aux prêtres du roi. S'y trouvait une chapelle à cinq niches qui devaient contenir les cinq naoi abritant cinq statues du roi apparaissant sous l'aspect des cinq divinités principales du royaume. Cette partie intime comprenait outre une salle abritant la stèle fausse porte du roi, véritable objet du culte funéraire, une double série de magasins rejetés de part et d'autre de l'axe du temple. La première série encadre la partie d'accueil et est accessible par un long corridor se développant sur toute la largeur de l'édifice, corridor qui débouche au sud et au nord à l'intérieur du péribole de la pyramide. La deuxième série encadre le sanctuaire et la salle des statues divines et n'était accessible que depuis cette dernière.
La pyramide cultuelle avait une base carrée de 15,7 m de côté, convergeant vers le sommet à ~ 63,26° et mesurait autrefois 15,7 m de haut également. Ceinte dans son propre péribole, elle se trouve au sud-est de la pyramide royale et n'était donc accessible que par le corridor qui distribue magasins et salles de culte. Cette petite pyramide d'une dizaine de mètres de hauteur recouvrait un dispositif souterrain composé d'une courte descenderie menant à une chambre souterraine unique.

### Pyramide

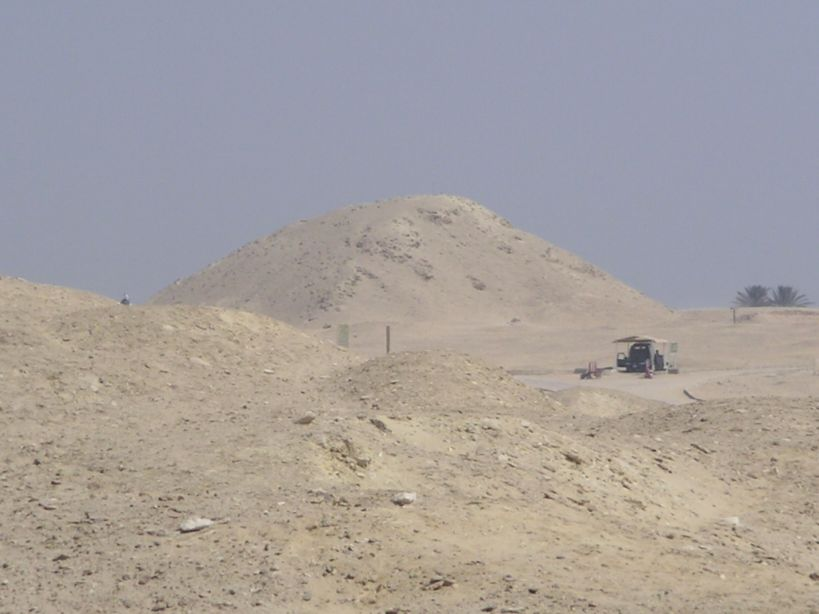
Ruines de la pyramide de Téti

L'orientation de la pyramide n'est pas alignée sur les quatre points cardinaux. En revanche, dans ses dimensions et dans l'agencement de ses infrastructures, la pyramide suit un programme standard établi par Djedkarê Isési. La pyramide avait une base carrée de 78,75 m de côté, soit 150 coudées, convergeant vers le sommet à ~ 53° et mesurait autrefois 52,5 m, soit 100 coudées de haut.
L'accès aux chambres funéraires se situe à l'intérieur de la chapelle accolée contre la face nord de la pyramide. L'entrée débouche sur un couloir descendant de dix-huit mètres de long. L'entrée était autrefois obstruée par un bouchon de granit aujourd'hui disparu. Le couloir descendant était probablement aussi obstrué sur toute sa longueur par de gros blocs de calcaire que les voleurs ont fait éclater et dont les débris encombraient encore le col au moment de la découverte. Au couloir descendant se succèdent un couloir horizontal, un vestibule, un autre couloir, une chambre aux herses, un dernier couloir et un passage de granit qui ouvre sur les appartements funéraires du roi. La chambre aux herses s'étend sur plus de six mètres et est conçue en alternant le calcaire et le granit. Les trois herses en granit, à l'origine abaissées, sont maintenant brisées en plusieurs morceaux laissant la voie libre aux visiteurs. Le couloir horizontal mène droit aux appartements funéraires composés d'un serdab, d'une antichambre et d'une chambre funéraire tous les trois alignés suivant l'axe est-ouest. L'antichambre et la chambre funéraire sont couvertes d'une énorme voûte en chevrons. Elles sont reliées par un passage dont l'accès était fermé par une porte à deux vantaux. Les parois de ces salles sont couvertes d'inscriptions gravées communément appelées textes des pyramides. La pyramide de Téti est donc le deuxième monument royal à contenir ce corpus théologique complexe destiné à aider et à accompagner la renaissance du roi devenu un dieu.
La chambre funéraire comporte un sarcophage en grauwacke inachevé, un fragment du couvercle et une cuve à canopes qui n'est autre qu'un simple trou creusé dans le sol. Pour la première fois, un sarcophage royal comporte des inscriptions, ici gravées en léger creux à l'intérieur de la cuve.

### Pyramides de reines
La pyramide de Téti est accompagnée de trois pyramides plus petites pour les reines Ipout Ire et Khouit II et pour la mère du roi Sechséchet Ire.

#### Pyramide d'IpoutIre
Il s'agit d'une petite pyramide dédiée à la reine Ipout Ire. Sa base faisait 21 m de côté et sa hauteur était de 21 m. En effet, l'accès au caveau se fait de manière insolite au niveau du deuxième degré de la pyramide par un puits placé à sa surface et descendant directement à une chambre funéraire de petite dimension. Cette particularité est l'indice que le monument initial n'était pas une pyramide mais bien un mastaba qui avait été bâti pour une épouse secondaire du roi. Ce n'est que par la suite, au cours du règne ou après l'accession au trône du fils d'Ipout, Pépi Ier, que le monument sera alors transformé en pyramide et le complexe attenant développé. Ce changement de destination a probablement eu lieu après la mort de la reine car le puits donnant accès au caveau se trouvait condamné une fois le mastaba transformé en pyramide et aucun autre accès n'a été découvert. De plus le caveau ne se trouve pas à l'aplomb de la pyramide, mais est déporté vers l'est, il n'a pas été transformé ou agrandi comme on pourrait s'y attendre si le monument pyramidal avait été commandé par la reine elle-même de son vivant. Le caveau a révélé un certain nombre de vestiges du viatique funéraire de la reine abandonné par les pillards. On citera notamment des éléments d'un collier ousekh, un bracelet en or, des vases canopes en calcite, divers débris de vaisselle en pierre, un appui-tête en albâtre ainsi qu'une tablette également en albâtre portant sept récipients destinés aux sept huiles sacrées utilisées dans certains rites religieux dont les noms sont indiqués. Le sarcophage externe en calcaire contenait encore des débris d'un sarcophage intérieur en cèdre du Liban et les restes d'une femme qui avait été momifiée. L'analyse de ces ossements révéla qu'elle est morte autour de la cinquantaine ce qui pour l'époque était déjà un âge avancé.
Le temple suit un plan inhabituel, sans doute en raison de la présence d'autres monuments préexistant à proximité, réduisant d'autant l'espace disponible. On accédait ainsi à l'ensemble par le sud, l'entrée du complexe se faisant face à la pyramide de Téti, par un portique soutenu par quatre piliers de calcaire à section carrée. Suivait une première pièce ou vestibule munie de deux piliers de même matière distribuant par le nord une cour péristyle, dont les portiques étaient également soutenus par des piliers. Au nord de cette cour cérémonielle se trouvaient des magasins. Par l'ouest du vestibule, on accédait au péribole de la pyramide qui l'entoure sur trois de ses côtés, le dernier étant occupé par le sanctuaire du temple alignant ses salles sur un développement nord-sud. Cette partie intime du temple comprise dans le péribole de la pyramide était réservée au culte funéraire de la reine et contenait une salle à trois niches qui devaient conserver les trois naoi abritant des statues de la reine ou de divinités. La salle destinée à la stèle fausse porte de la reine se trouvait presque au centre de la face orientale de la pyramide. Principal objet du culte qui était rendu dans tout temple funéraire, elle était faite en calcaire et précédée d'une table d'offrande en granite rouge adoptant la forme du signe « hotep » et donnant les titres et le nom de la reine. Suivait enfin une dernière salle destinée à abriter le matériel de culte. Sur la face nord de la pyramide se trouvait la traditionnelle chapelle, d'où partent habituellement les infrastructures, même si pour cette pyramide, ce n'est pas le cas.

#### Pyramide deKhouitII
Il s'agit d'une petite pyramide dédiée à la reine Khouit II. Sa base faisait environ 20 m de côté mais l'état du monument ne permet pas de connaître son angle d'inclinaison et donc sa hauteur initiale, mais, par comparaison avec celle d'Ipout Ire, elle devait être d'environ 20 m. Le monument devait être un mastaba à l'origine. Sur sa face nord s'ouvrait la descenderie menant directement à la chambre funéraire située à l'aplomb de la pyramide avec à l'est de cette dernière un magasin ou serdab, élément que l'on retrouve dans les pyramides royales de cette période. Au moment de la fouille, la chambre funéraire contenait encore le sarcophage externe de la reine en granite rouge d'Assouan. Bien que l'ensemble du complexe paraisse beaucoup moins développé que d'autres pyramides de reines connues pour cette dynastie ou pour la Ve dynastie, la pyramide de Khouit n'en possède pas moins tous les éléments nécessaires au culte funéraire de la reine et son caveau apparait comme une copie en modèle réduit et dépourvu de textes des pyramides de celui de son époux.
L'accès au complexe se faisait par le sud-est de l'enceinte et distribuait un plan en « L » inversé. L'état de ruine du complexe ne permet pas de tracer un plan précis mais divers éléments ont été trouvés. Il y avait une cour cérémonielle destinée à la présentation des offrandes quotidiennes et des magasins pour stocker ces offrandes. La partie réservée au culte était développée sur un axe nord-sud contre la face est de la pyramide. Constituée d'une salle à trois niches et d'une salle abritant la stèle fausse porte de la reine avec une table d'offrandes, elle comportait également trois magasins dont la fonction était d'abriter le matériel du culte. Un corridor partant de la salle aux trois niches longeait le sanctuaire vers le nord et débouchait sur le péribole de la pyramide.

#### Pyramide deSechséchetIre
La mère de Téti était la reine Sechséchet Ire, qui a probablement contribué à l'accession de son fils au trône. La petite pyramide, découverte en 2008, avait une base de 22 m de côté et une hauteur de 14 m. Elle ne fait aujourd'hui plus que 5 m de haut et se trouvait sous 7 m de sable, un petit sanctuaire et des murs en briques de terre cuite datant de périodes ultérieures étant construits au-dessus,.

### Nécropole
À proximité de ce complexe funéraire se trouve une nécropole contemporaine comprenant les pyramides des épouses du roi ainsi que les mastabas de la cour royale dont les reliefs comptent parmi les chefs-d'œuvre de l'art de l'Ancien Empire. Parmi les nombreux tombeaux qui forment cette nécropole de la VIe dynastie, on citera notamment :
- le mastaba de Tétiânkh Khem, prince royal, fils de Téti ;
- le mastaba de Kagemni, vizir de Téti ;
- le mastaba d'Ânkhmahor, vizir de Téti ;
- le mastaba de Mérérouka, vizir de Téti.

## Sources
- Peter A. Clayton, Chronique des pharaons,  (ISBN 2-203-23304-4)
- Audran Labrousse, Les pyramides des reines, 1999,  (ISBN 9782850256844)
- Naguib Kanawati, Mereruka and King Teti. The Power behind the Throne, Supreme Council of Antiquities, 2007 (ISBN 9789774376009)
- Naguib Kanawati, Conspiracies in the Egyptian Palace. Unis to Pepy I, Routledge, 2003 (ISBN 0-415-61937-8)
- Naguib Kanawati, The Teti Cemetery at Saqqara, vol. 9 : The Tomb of Remni, Australian Centre for Egyptology, 2009 (ISBN 978-0856688287)
- Ali El-Khouli et Naguib Kanawati, Quseir El-Amarna : The Tombs of Pepy-ankh and Khewen-Wekh, Australian Centre for Egyptology, 1989 (ISBN 978-0858376632)
- C. Berger, « À la quête de nouvelles versions des textes des pyramides », Hommages à Jean Leclant,‎ 1994